# Miguel Bover
Miguel Bover Pons (Palma de Mallorca, 14 februari 1928 – aldaar, 25 januari 1966) was een Spaans baan- en wegwielrenner.

## Carrière
Op de baan werd Bover tussen 1953 en 1955 driemaal nationaal kampioen bij de achtervolging. Tevens behaalde hij nog top tien klasseringen in onder andere de zesdaagsen van Parijs en Antwerpen. Zijn laatste officiële deelname aan een zesdaagse won hij, samen met Miguel Poblet was hij de sterkste in de Zesdaagse van Madrid.
Op de weg behaalde hij al overwinningen in 1949 en 1954 maar het jaar 1956 kan gezien worden als zijn succesjaar. Hij boekte dat jaar minstens negen overwinningen en won het eindklassement in de Ronde van Andalusië. In zijn geliefde Ronde van Spanje moest hij dat jaar, net als in 1955, 1957 en 1960 vroegtijdig opgeven. De grootste etappezege van zijn carrière boekte hij in de Ronde van Frankrijk van 1956. Hij zegevierde in de twintigste etappe, een tijdrit van Saint-Étienne naar Lyon, met één enkele seconde verschil voor Jan Adriaensens. In het najaar behaalde hij tweemaal een derde plaats, zowel in de Grote Prijs Martini als de Grote Landenprijs. In beide gevallen zegevierde Jacques Anquetil. In 1962 rondde Bover zijn carrière als profrenner af.

## Palmares

### Op de baan
| Jaar | SK            | EK | WK | Zesdaagsen                     |
| ---- | ------------- | -- | -- | ------------------------------ |
| 1953 | achtervolging |    |    |                                |
| 1954 | achtervolging |    |    |                                |
| 1955 | achtervolging |    |    | Parijs: 5e                     |
| 1956 |               |    |    | Parijs: 7e                     |
| 1957 |               |    |    | Parijs: 4e Antwerpen: 5e       |
| 1958 |               |    |    | Parijs: 5e                     |
| 1959 |               |    |    | Buenos Aires: 4e Antwerpen: 7e |
| 1960 |               |    |    |                                |
| 1961 |               |    |    | Madrid: 6e                     |
| 1962 |               |    |    | Madrid:                        |

### Op de weg
1949
Trofeo Masferrer
1954
4e etappe Ronde van Mallorca
2e (deel A) etappe Ronde van Pontevedra
2e etappe Ronde van Catalonië
1956
1e, 2e en 9e etappe Ronde van Andalusië
Eindklassement Ronde van Andalusië
Grote Prijs Pascuas
Trofeo Jaumendreu
3e en 5e (ITT) etappe Eibarko Bizikleta
20e etappe (ITT) Ronde van Frankrijk
5e etappe Ronde van Mallorca
1957
1e etappe Ronde van Andalusië
1958
6e etappe Ronde van Sardinië
5e (deel A, ITT) etappe Ronde van Levante

### Resultaten in voornaamste wedstrijden
| Jaar | Ronde van Italië | Ronde van Frankrijk | Ronde van Spanje |
| ---- | ---------------- | ------------------- | ---------------- |
| 1954 |                  |                     |                  |
| 1955 |                  |                     | opgave           |
| 1956 | opgave           | 74e (1)             | opgave           |
| 1957 |                  |                     | opgave           |
| 1958 |                  | opgave              |                  |
| 1959 |                  |                     | 40e              |
| 1960 |                  |                     | opgave           |

| Jaar | Milaan-San Remo | Parijs-Roubaix |  | WK op de weg |
| ---- | --------------- | -------------- |  | ------------ |
| 1954 |                 |                |  | opgave       |
| 1955 |                 |                |  |              |
| 1956 |                 |                |  | opgave       |
| 1957 |                 | 27e            |  | 36e          |
| 1958 | 102e            |                |  |              |
| 1959 |                 |                |  | opgave       |
| 1960 |                 |                |  |              |